# Patrick Kluivert
Patrick Stephan Kluivert (Amsterdam, 1º luglio 1976) è un dirigente sportivo, allenatore di calcio ed ex calciatore olandese, di ruolo attaccante,  commissario tecnico della nazionale indonesiana.
Considerato uno dei migliori attaccanti della sua generazione, nel marzo del 2004 è stato inserito da Pelé nella FIFA 100, la lista dei 125 migliori calciatori viventi, redatta in occasione del Centenario della FIFA. A livello individuale è stato inoltre il capocannoniere ai campionati europei del 2000 e detiene il record di giocatore più giovane ad aver mai segnato in una finale di Champions League (18 anni e 327 giorni).
Esordisce con l'Ajax, con il quale vince due campionati, due Supercoppe nazionali, una Champions League, una Supercoppa europea e una Coppa Intercontinentale. In seguito passa al Milan e dopo una sola stagione al Barcellona, con il quale conquista un campionato spagnolo. Dopo una parentesi nel Newcastle Utd, torna dapprima in Spagna, nel Valencia, e poi nei Paesi Bassi, nel PSV, dove vince un altro campionato olandese. Chiude poi la sua carriera nel Lille, disputando con il club francese un'unica stagione.

## Biografia
Nasce ad Amsterdam da Kenneth, ex attaccante della nazionale surinamese, e da Lidwina, originaria di Curaçao, nelle ex Antille olandesi.
Ha quattro figli, Justin, Quincy, Ruben e Shane, i quali hanno seguito le orme paterne divenendo anche loro calciatori.

## Caratteristiche tecniche
Paragonato a Gullit, Kluivert era un attaccante tatticamente duttile che si distingueva per tecnica e velocità, nonché per un'elevata intelligenza calcistica.

## Carriera

### Giocatore

#### Club

##### Gli inizi
Dopo aver giocato per un anno nello Schellingwoude, entrò a far parte dell'accademia dell'Ajax all'età di sette anni. Durante i primi anni giocò in tutte le posizioni dell'area centrale del campo: difensore, centromediano, trequartista e centravanti.

##### Ajax
Cresciuto nel vivaio dell'Ajax, ha debuttato in prima squadra il 28 agosto 1994, a diciotto anni, mettendosi subito in mostra con 18 gol al suo campionato d'esordio (1994-1995). Nella sua prima stagione è artefice di ottime prestazioni, e guida l'undici di Amsterdam alla conquista della sua quarta Coppa dei Campioni, la prima dopo il grande trittico dei tempi di Cruijff: il 24 maggio 1995, nella finale di Vienna contro il Milan di Fabio Capello, realizza la rete decisiva dell'1-0 a pochi minuti dal termine della partita, diventando così il più giovane marcatore in una finale di Champions League. In quell'anno, con la squadra ajacide vince anche la Supercoppa UEFA e la Coppa Intercontinentale in ambito internazionale, e il campionato olandese e la Johan Cruijff Schaal in patria; sempre nel 1995, a livello personale è insignito del Trofeo Bravo e del titolo di Talento olandese dell'anno.

##### Milan

Kluivert in azione al Milan, pressato dal parmense Jesper Blomqvist (a sinistra) e sotto lo sguardo dell'altro rivale Dino Baggio (a destra), nella semifinale di andata della Coppa Italia 1997-1998.

Dopo essere rimasto ad Amsterdam per altre due stagioni, bissando nel 1996 la conquista del titolo nazionale dopo quello del 1995, nell'estate 1997 si è trasferito al Milan. Su di lui c'erano grandi attese, ma la sua stagione non è stata buona, avendo segnato solo 6 reti in 27 partite di campionato (contro Udinese, Bari, Atalanta, Lazio e una doppietta al Vicenza) e tre in sei partite di Coppa Italia (contro la Sampdoria agli ottavi e una doppietta al Parma in semifinale). La sua stagione in rossonero si è rivelata quindi negativa, come quella di tutta la squadra, colpita da una crisi tra le più buie della sua storia.
Nella successiva stagione 1998-1999, il giocatore ha iniziato il ritiro precampionato con il Milan, ma dopo la disputa di un'amichevole estiva è stato ceduto al Barcellona per circa 30 miliardi di lire.

##### Barcellona
Con il Barcellona ha vinto subito il campionato. Con la maglia blaugrana ha disputato 6 stagioni di fila con buoni risultati, anche se mai corrispondenti alle aspettative di una carriera luminosa suscitate nelle stagioni trascorse nei Paesi Bassi. Con il club catalano ha giocato 182 partite di campionato, mettendo a segno 90 reti.

##### Newcastle Utd
Kluivert firma per il Newcastle Utd il 21 luglio 2004. Segnò alcuni gol di classe, molte volte cruciali per la vittoria come contro il Chelsea e il Tottenham nella FA Cup, entrambe vinte per 1-0. Nonostante i 13 centri messi a segno nella sua stagione di debutto, i Magpies finiscono nella parte medio-bassa della classifica; ciò che mise in atto una clausola risolutoria del contratto, secondo cui entrambe le parti potevano decidere di non estendere l'accordo per un altro anno, e ambo le parti decisero che il calciatore poteva lasciare la squadra.

##### Valencia
Kluivert decise di tornare in Spagna e di giocare per il Valencia; nel contratto venne inclusa una speciale clausola, che avrebbe permesso al club di licenziare il giocatore se fosse stata constatata la mancanza di disciplina «fuori dal campo». Dopo solo 202 minuti di gioco, e dopo aver passato quasi l'intera stagione infortunato, gli venne concesso di cercarsi una nuova squadra.

##### PSV
Nonostante le diffuse voci che volevano Kluivert tornare a casa nell'Ajax, il suo ritorno nell'Eredivisie fu con il PSV, con il quale firmò per un anno. Proprio come per il suo debutto con l'Ajax, Kluivert debuttò contro il Feyenoord in un 2-1 vincente, partendo dalla panchina. Da allora, ebbe due infortuni durante la prima metà della stagione. In una partita contro l'Ajax al Philips Stadion, Kluivert rifiutò di esultare dopo aver segnato contro il suo ex club. Si svincola nel luglio 2007.

##### Lille e finale di carriera
Il 25 luglio 2007, Kluivert ha rifiutato l'offerta di prova col Sheffield Wednesday e prima dell'inizio della stagione 2007-2008 firmò per il Lille, club di prima divisione francese, promettendo di rilanciarsi e affermando di non essere solo un nome. Al termine della stagione, dopo solo 14 presenze e un contributo di quattro gol e preziosi assist, lascia la squadra dopo la scadenza del contratto. Si è allenato con l'AZ Alkmaar, squadra olandese allenata in quel periodo da Louis Van Gaal.

#### Nazionale
Dopo aver giocato per l'Under-15, l'Under-16, l'Under-17 dei Paesi Bassi, esordisce con la nazionale maggiore il 16 novembre 1994 contro la Rep. Ceca. Ha fatto parte della nazionale arancione impegnata agli europei di Inghilterra 1996, Belgio-Paesi Bassi 2000, dov'è stato capocannoniere ex aequo con Savo Milošević con 5 reti, e Portogallo 2004, e al mondiale di Francia 1998 dove arrivò al quarto posto con gli Oranje. In nazionale ha segnato 40 reti in 79 presenze.

### Allenatore e dirigente

#### Gli esordi
Il 29 aprile 2008 viene reso noto che Kluivert ha preso parte al corso della federazione calcistica olandese per diventare un allenatore, terminandolo nel dicembre 2009. A partire dal 18 luglio dello stesso anno ha fatto parte dello staff di Louis van Gaal all'AZ, militante nell'Eredivisie. Il 30 giugno 2009 lascia il club insieme a van Gaal.
Dal 24 gennaio 2010 è stato allenatore in seconda al Brisbane Roar in Australia. Dall'11 agosto 2010 al 30 giugno 2011 è stato vice di Wiljan Vloet al NEC Nijmegen.
Dal 1º luglio 2011 allena il Twente Jong portandoli a vincere il campionato nel 2012. Decide di lasciare l'incarico il 30 giugno 2013.

#### Assistente di van Gaal, nazionale curaçuense
Dal 1º agosto 2012 al 13 luglio 2014 ha fatto parte dello staff di Louis van Gaal, commissario tecnico della nazionale olandese.
Il 5 marzo 2015 è il nuovo commissario tecnico di Curaçao. Al debutto vince per 2-1 contro Montserrat, gara valida per le qualificazioni CONCACAF al campionato del mondo 2018; successivamente la nazionale curaçuense è stata eliminata nel terzo round da El Salvador. Lascia il ruolo al suo vice Remko Bicentini e rimane nella nazionale come consulente strategico.

#### Il ritorno all'Ajax, le esperienze da dirigente e da vice di Seedorf
Il 6 maggio 2016 torna inizialmente all'Ajax come tecnico della formazione giovanile A1, ma appena il 14 luglio seguente lascia l'incarico perché viene nominato direttore sportivo del PSG. Il 2 giugno 2017 il club parigino lo sostituisce con il portoghese Antero Henrique.
Il 10 agosto 2018 viene nominato vice di Clarence Seedorf, commissario tecnico del Camerun; esperienza che conclude, congiuntamente a Seedorf, il 16 luglio 2019 dopo un'edizione della Coppa d'Africa che ha visto i Leoni ottenere risultati al di sotto delle aspettative.
Il 25 dello stesso mese torna al Barcellona come responsabile del settore giovanile.

#### Ritorno a Curaçao, esperienze turche e indonesiane
Il 14 maggio 2021 torna ad allenare la nazionale curaçuense sostituendo ad interim Guus Hiddink, colpito dal COVID-19, in vista delle qualificazioni CONCACAF al campionato del mondo 2022. Con Kluivert in panchina la squadra esce sconfitta dal doppio confronto contro Panama, fallendo così l'accesso al terzo e ultimo turno di qualificazione.
Il 1º luglio 2023 viene nominato tecnico dell'Adana Demirspor in Turchia. Il 4 dicembre viene esonerato dopo che la squadra non riesce a vincere una partita da quattro match, lasciandola al quinto posto, a tre lunghezza dal terzo posto.
L'8 gennaio 2025, la Federazione calcistica dell'Indonesia lo nomina ufficialmente come nuovo commissario tecnico della nazionale indonesiana.

### Dopo il ritiro
Nel 2017 diventa opinionista di BeIN Sports.
Nel marzo 2019 viene scelto dall'UEFA tra gli ambasciatori per il campionato d'Europa 2020.

## Controversie
Nel settembre 1995 fu accusato di omicidio colposo per un incidente automobilistico causato ad Amsterdam, per eccesso di velocità, venendo condannato a 240 ore di lavori socialmente utili che ha successivamente prestato in un ospizio; il processo ebbe un gran impatto sull'opinione pubblica, venendo definito come «il caso O. J. Simpson olandese».
Nel giugno 1997, insieme a tre amici, venne denunciato per stupro: il procedimento giudiziario a suo carico fu successivamente archiviato per mancanza di prove.

## Statistiche
Tra club e nazionale maggiore, Kluivert ha giocato 559 partite segnando 246 reti, alla media di 0,44 gol a partita.

### Presenze e reti nei club
| Stagione          | Squadra           | Campionato        | Campionato | Campionato | Coppe nazionali | Coppe nazionali | Coppe nazionali | Coppe continentali | Coppe continentali | Coppe continentali | Altre coppe | Altre coppe | Altre coppe | Totale | Totale |
| Stagione          | Squadra           | Comp              | Pres       | Reti       | Comp            | Pres            | Reti            | Comp               | Pres               | Reti               | Comp        | Pres        | Reti        | Pres   | Reti   |
| ----------------- | ----------------- | ----------------- | ---------- | ---------- | --------------- | --------------- | --------------- | ------------------ | ------------------ | ------------------ | ----------- | ----------- | ----------- | ------ | ------ |
| 1994-1995         | Ajax              | ED                | 25         | 18         | CO              | 2               | 1               | UCL                | 10                 | 2                  | SO          | 1           | 1           | 38     | 22     |
| 1995-1996         | Ajax              | ED                | 28         | 15         | CO              | 2               | 1               | UCL                | 8                  | 5                  | SO+SU+CInt  | 1+2+1       | 1+1+0       | 42     | 23     |
| 1996-1997         | Ajax              | ED                | 17         | 6          | CO              | 1               | 0               | UCL                | 4                  | 2                  | -           | -           | -           | 22     | 8      |
| Totale Ajax       | Totale Ajax       | Totale Ajax       | 70         | 39         |                 | 5               | 2               |                    | 22                 | 9                  |             | 5           | 3           | 102    | 53     |
| 1997-1998         | Milan             | A                 | 27         | 6          | CI              | 6               | 3               | -                  | -                  | -                  | -           | -           | -           | 33     | 9      |
| 1998-1999         | Barcellona        | PD                | 35         | 15         | CR              | 3               | 1               | -                  | -                  | -                  | -           | -           | -           | 38     | 16     |
| 1999-2000         | Barcellona        | PD                | 26         | 15         | CR              | 2               | 1               | UCL                | 14                 | 7                  | SS          | 2           | 2           | 44     | 25     |
| 2000-2001         | Barcellona        | PD                | 31         | 18         | CR              | 5               | 2               | UCL+CU             | 4+8                | 2+3                | -           | -           | -           | 48     | 25     |
| 2001-2002         | Barcellona        | PD                | 33         | 18         | -               | -               | -               | UCL                | 2+15               | 1+6                | -           | -           | -           | 50     | 25     |
| 2002-2003         | Barcellona        | PD                | 36         | 16         | -               | -               | -               | UCL                | 2+13               | 0+5                | -           | -           | -           | 51     | 21     |
| 2003-2004         | Barcellona        | PD                | 21         | 8          | CR              | 2               | 0               | CU                 | 3                  | 2                  | -           | -           | -           | 26     | 10     |
| Totale Barcellona | Totale Barcellona | Totale Barcellona | 182        | 90         |                 | 12              | 4               |                    | 61                 | 26                 |             | 2           | 2           | 257    | 122    |
| 2004-2005         | Newcastle Utd     | PL                | 25         | 6          | FACup+CdL       | 4+2             | 2+0             | CU                 | 6                  | 5                  | -           | -           | -           | 37     | 13     |
| 2005-2006         | Valencia          | PD                | 10         | 1          | CR              | 1               | 0               | Int                | 5                  | 1                  | -           | -           | -           | 16     | 2      |
| 2006-2007         | PSV               | ED                | 16         | 3          | CO              | 2               | 0               | UCL                | 3                  | 0                  | -           | -           | -           | 21     | 3      |
| 2007-2008         | Lilla             | L1                | 13         | 4          | CF+CdL          | 1+0             | 0               | -                  | -                  | -                  | -           | -           | -           | 14     | 4      |
| Totale carriera   | Totale carriera   | Totale carriera   | 343        | 149        |                 | 32              | 11              |                    | 97                 | 41                 |             | 7           | 5           | 480    | 206    |

### Cronologia presenze e reti in nazionale
| Cronologia completa delle presenze e delle reti in nazionale ― Paesi Bassi | Cronologia completa delle presenze e delle reti in nazionale ― Paesi Bassi | Cronologia completa delle presenze e delle reti in nazionale ― Paesi Bassi | Cronologia completa delle presenze e delle reti in nazionale ― Paesi Bassi | Cronologia completa delle presenze e delle reti in nazionale ― Paesi Bassi | Cronologia completa delle presenze e delle reti in nazionale ― Paesi Bassi | Cronologia completa delle presenze e delle reti in nazionale ― Paesi Bassi | Cronologia completa delle presenze e delle reti in nazionale ― Paesi Bassi |
| Data                                                                       | Città                                                                      | In casa                                                                    | Risultato                                                                  | Ospiti                                                                     | Competizione                                                               | Reti                                                                       | Note                                                                       |
| -------------------------------------------------------------------------- | -------------------------------------------------------------------------- | -------------------------------------------------------------------------- | -------------------------------------------------------------------------- | -------------------------------------------------------------------------- | -------------------------------------------------------------------------- | -------------------------------------------------------------------------- | -------------------------------------------------------------------------- |
| 16-11-1994                                                                 | Rotterdam                                                                  | Paesi Bassi                                                                | 0 – 0                                                                      | Rep. Ceca                                                                  | Qual. Euro 1996                                                            | -                                                                          | 13’                                                                        |
| 29-3-1995                                                                  | Rotterdam                                                                  | Paesi Bassi                                                                | 4 – 0                                                                      | Malta                                                                      | Qual. Euro 1996                                                            | 1                                                                          | 77’                                                                        |
| 26-4-1995                                                                  | Praga                                                                      | Rep. Ceca                                                                  | 3 – 1                                                                      | Paesi Bassi                                                                | Qual. Euro 1996                                                            | -                                                                          | 64’                                                                        |
| 7-6-1995                                                                   | Minsk                                                                      | Bielorussia                                                                | 1 – 0                                                                      | Paesi Bassi                                                                | Qual. Euro 1996                                                            | -                                                                          |                                                                            |
| 11-10-1995                                                                 | Attard                                                                     | Malta                                                                      | 0 – 4                                                                      | Paesi Bassi                                                                | Qual. Euro 1996                                                            | -                                                                          | 59’                                                                        |
| 13-12-1995                                                                 | Liverpool                                                                  | Paesi Bassi                                                                | 2 – 0                                                                      | Irlanda                                                                    | Qual. Euro 1996                                                            | 2                                                                          |                                                                            |
| 10-6-1996                                                                  | Birmingham                                                                 | Paesi Bassi                                                                | 0 – 0                                                                      | Scozia                                                                     | Euro 1996 - 1º turno                                                       | -                                                                          | 63’                                                                        |
| 13-6-1996                                                                  | Birmingham                                                                 | Svizzera                                                                   | 0 – 2                                                                      | Paesi Bassi                                                                | Euro 1996 - 1º turno                                                       | -                                                                          | 84’                                                                        |
| 18-6-1996                                                                  | Londra                                                                     | Paesi Bassi                                                                | 1 – 4                                                                      | Inghilterra                                                                | Euro 1996 - 1º turno                                                       | 1                                                                          | 72’                                                                        |
| 22-6-1996                                                                  | Liverpool                                                                  | Francia                                                                    | 0 – 0 dts (5 – 4 dtr)                                                      | Paesi Bassi                                                                | Euro 1996 - Quarti di finale                                               | -                                                                          | 89’                                                                        |
| 14-12-1996                                                                 | Bruxelles                                                                  | Belgio                                                                     | 0 – 3                                                                      | Paesi Bassi                                                                | Qual. Mondiali 1998                                                        | -                                                                          | 67’                                                                        |
| 26-2-1997                                                                  | Parigi                                                                     | Francia                                                                    | 2 – 1                                                                      | Paesi Bassi                                                                | Amichevole                                                                 | -                                                                          |                                                                            |
| 29-3-1997                                                                  | Amsterdam                                                                  | Paesi Bassi                                                                | 4 – 0                                                                      | San Marino                                                                 | Qual. Mondiali 1998                                                        | 1                                                                          |                                                                            |
| 2-4-1997                                                                   | Istanbul                                                                   | Turchia                                                                    | 1 – 0                                                                      | Paesi Bassi                                                                | Qual. Mondiali 1998                                                        | -                                                                          |                                                                            |
| 6-9-1997                                                                   | Rotterdam                                                                  | Paesi Bassi                                                                | 3 – 1                                                                      | Belgio                                                                     | Qual. Mondiali 1998                                                        | 1                                                                          |                                                                            |
| 11-10-1997                                                                 | Amsterdam                                                                  | Paesi Bassi                                                                | 0 – 0                                                                      | Turchia                                                                    | Qual. Mondiali 1998                                                        | -                                                                          |                                                                            |
| 24-2-1998                                                                  | Miami                                                                      | Messico                                                                    | 2 – 3                                                                      | Paesi Bassi                                                                | Amichevole                                                                 | 2                                                                          | 73’                                                                        |
| 27-5-1998                                                                  | Arnhem                                                                     | Paesi Bassi                                                                | 0 – 0                                                                      | Camerun                                                                    | Amichevole                                                                 | -                                                                          | 61’                                                                        |
| 1-6-1998                                                                   | Eindhoven                                                                  | Paesi Bassi                                                                | 5 – 1                                                                      | Paraguay                                                                   | Amichevole                                                                 | 1                                                                          |                                                                            |
| 5-6-1998                                                                   | Amsterdam                                                                  | Paesi Bassi                                                                | 5 – 1                                                                      | Nigeria                                                                    | Amichevole                                                                 | 2                                                                          |                                                                            |
| 13-6-1998                                                                  | Parigi                                                                     | Paesi Bassi                                                                | 0 – 0                                                                      | Belgio                                                                     | Mondiali 1998 - 1º turno                                                   | -                                                                          | 82’                                                                        |
| 4-7-1998                                                                   | Marsiglia                                                                  | Paesi Bassi                                                                | 2 – 1                                                                      | Argentina                                                                  | Mondiali 1998 - Quarti di finale                                           | 1                                                                          |                                                                            |
| 7-7-1998                                                                   | Marsiglia                                                                  | Brasile                                                                    | 1 – 1 dts (4 – 2 dtr)                                                      | Paesi Bassi                                                                | Mondiali 1998 - Semifinale                                                 | 1                                                                          |                                                                            |
| 11-7-1998                                                                  | Parigi                                                                     | Paesi Bassi                                                                | 1 – 2                                                                      | Croazia                                                                    | Mondiali 1998 - Finale 3º posto                                            | -                                                                          |                                                                            |
| 10-10-1998                                                                 | Eindhoven                                                                  | Paesi Bassi                                                                | 2 – 0                                                                      | Perù                                                                       | Amichevole                                                                 | -                                                                          |                                                                            |
| 13-10-1998                                                                 | Arnhem                                                                     | Paesi Bassi                                                                | 0 – 0                                                                      | Ghana                                                                      | Amichevole                                                                 | -                                                                          |                                                                            |
| 18-11-1998                                                                 | Gelsenkirchen                                                              | Germania                                                                   | 1 – 1                                                                      | Paesi Bassi                                                                | Amichevole                                                                 | -                                                                          | 46’                                                                        |
| 10-2-1999                                                                  | Parigi                                                                     | Portogallo                                                                 | 0 – 0                                                                      | Paesi Bassi                                                                | Amichevole                                                                 | -                                                                          | 58’                                                                        |
| 31-3-1999                                                                  | Amsterdam                                                                  | Paesi Bassi                                                                | 1 – 1                                                                      | Argentina                                                                  | Amichevole                                                                 | -                                                                          |                                                                            |
| 5-6-1999                                                                   | Salvador                                                                   | Brasile                                                                    | 2 – 2                                                                      | Paesi Bassi                                                                | Amichevole                                                                 | 1                                                                          |                                                                            |
| 8-6-1999                                                                   | Goiânia                                                                    | Brasile                                                                    | 3 – 1                                                                      | Paesi Bassi                                                                | Amichevole                                                                 | -                                                                          | 68’                                                                        |
| 18-8-1999                                                                  | Copenaghen                                                                 | Danimarca                                                                  | 0 – 0                                                                      | Paesi Bassi                                                                | Amichevole                                                                 | -                                                                          | Ammonizione                                                                |
| 4-9-1999                                                                   | Rotterdam                                                                  | Paesi Bassi                                                                | 5 – 5                                                                      | Belgio                                                                     | Amichevole                                                                 | 3                                                                          | 79’                                                                        |
| 9-10-1999                                                                  | Amsterdam                                                                  | Paesi Bassi                                                                | 2 – 2                                                                      | Brasile                                                                    | Amichevole                                                                 | -                                                                          |                                                                            |
| 13-11-1999                                                                 | Eindhoven                                                                  | Paesi Bassi                                                                | 1 – 1                                                                      | Rep. Ceca                                                                  | Amichevole                                                                 | -                                                                          | 41’                                                                        |
| 23-2-2000                                                                  | Amsterdam                                                                  | Paesi Bassi                                                                | 2 – 1                                                                      | Germania                                                                   | Amichevole                                                                 | 1                                                                          |                                                                            |
| 29-3-2000                                                                  | Bruxelles                                                                  | Belgio                                                                     | 2 – 2                                                                      | Paesi Bassi                                                                | Amichevole                                                                 | 2                                                                          |                                                                            |
| 26-4-2000                                                                  | Arnhem                                                                     | Paesi Bassi                                                                | 0 – 0                                                                      | Scozia                                                                     | Amichevole                                                                 | -                                                                          | 46’                                                                        |
| 27-5-2000                                                                  | Amsterdam                                                                  | Paesi Bassi                                                                | 2 – 1                                                                      | Romania                                                                    | Amichevole                                                                 | 1                                                                          | 85’                                                                        |
| 4-6-2000                                                                   | Losanna                                                                    | Paesi Bassi                                                                | 3 – 1                                                                      | Polonia                                                                    | Amichevole                                                                 | 2                                                                          | 62’                                                                        |
| 11-6-2000                                                                  | Amsterdam                                                                  | Paesi Bassi                                                                | 1 – 0                                                                      | Rep. Ceca                                                                  | Euro 2000 - 1º turno                                                       | -                                                                          |                                                                            |
| 16-6-2000                                                                  | Rotterdam                                                                  | Danimarca                                                                  | 0 – 3                                                                      | Paesi Bassi                                                                | Euro 2000 - 1º turno                                                       | 1                                                                          | 56’                                                                        |
| 20-6-2000                                                                  | Amsterdam                                                                  | Francia                                                                    | 2 – 3                                                                      | Paesi Bassi                                                                | Euro 2000 - 1º turno                                                       | 1                                                                          | 60’                                                                        |
| 25-6-2000                                                                  | Rotterdam                                                                  | Paesi Bassi                                                                | 6 – 1                                                                      | Jugoslavia                                                                 | Euro 2000 - Quarti di finale                                               | 3                                                                          | 60’                                                                        |
| 29-6-2000                                                                  | Amsterdam                                                                  | Paesi Bassi                                                                | 0 – 0 dts (1 – 3 dtr)                                                      | Italia                                                                     | Euro 2000 - Semifinale                                                     | -                                                                          |                                                                            |
| 2-9-2000                                                                   | Amsterdam                                                                  | Paesi Bassi                                                                | 2 – 2                                                                      | Irlanda                                                                    | Qual. Mondiali 2002                                                        | -                                                                          |                                                                            |
| 7-10-2000                                                                  | Nicosia                                                                    | Cipro                                                                      | 0 – 4                                                                      | Paesi Bassi                                                                | Qual. Mondiali 2002                                                        | 1                                                                          |                                                                            |
| 11-10-2000                                                                 | Rotterdam                                                                  | Paesi Bassi                                                                | 0 – 2                                                                      | Portogallo                                                                 | Qual. Mondiali 2002                                                        | -                                                                          | 46’                                                                        |
| 15-11-2000                                                                 | Siviglia                                                                   | Spagna                                                                     | 1 – 2                                                                      | Paesi Bassi                                                                | Amichevole                                                                 | -                                                                          | 46’                                                                        |
| 28-2-2001                                                                  | Amsterdam                                                                  | Paesi Bassi                                                                | 0 – 0                                                                      | Turchia                                                                    | Amichevole                                                                 | -                                                                          | 66’                                                                        |
| 24-3-2001                                                                  | Barcellona                                                                 | Andorra                                                                    | 0 – 5                                                                      | Paesi Bassi                                                                | Qual. Mondiali 2002                                                        | 1                                                                          | 58’                                                                        |
| 28-3-2001                                                                  | Porto                                                                      | Portogallo                                                                 | 2 – 2                                                                      | Paesi Bassi                                                                | Qual. Mondiali 2002                                                        | 1                                                                          |                                                                            |
| 25-4-2001                                                                  | Eindhoven                                                                  | Paesi Bassi                                                                | 4 – 0                                                                      | Cipro                                                                      | Qual. Mondiali 2002                                                        | 1                                                                          |                                                                            |
| 2-6-2001                                                                   | Tallinn                                                                    | Estonia                                                                    | 2 – 4                                                                      | Paesi Bassi                                                                | Qual. Mondiali 2002                                                        | 1                                                                          |                                                                            |
| 15-8-2001                                                                  | Tottenham                                                                  | Inghilterra                                                                | 0 – 2                                                                      | Paesi Bassi                                                                | Amichevole                                                                 | -                                                                          | 88’                                                                        |
| 1-9-2001                                                                   | Dublino                                                                    | Irlanda                                                                    | 1 – 0                                                                      | Paesi Bassi                                                                | Qual. Mondiali 2002                                                        | -                                                                          | 81’                                                                        |
| 5-9-2001                                                                   | Eindhoven                                                                  | Paesi Bassi                                                                | 5 – 0                                                                      | Estonia                                                                    | Qual. Mondiali 2002                                                        | -                                                                          |                                                                            |
| 10-11-2001                                                                 | Copenaghen                                                                 | Danimarca                                                                  | 1 – 1                                                                      | Paesi Bassi                                                                | Amichevole                                                                 | -                                                                          |                                                                            |
| 13-2-2002                                                                  | Amsterdam                                                                  | Paesi Bassi                                                                | 1 – 1                                                                      | Inghilterra                                                                | Amichevole                                                                 | 1                                                                          |                                                                            |
| 27-3-2002                                                                  | Rotterdam                                                                  | Paesi Bassi                                                                | 1 – 0                                                                      | Spagna                                                                     | Amichevole                                                                 | -                                                                          |                                                                            |
| 21-8-2002                                                                  | Oslo                                                                       | Norvegia                                                                   | 0 – 1                                                                      | Paesi Bassi                                                                | Amichevole                                                                 | -                                                                          |                                                                            |
| 7-9-2002                                                                   | Eindhoven                                                                  | Paesi Bassi                                                                | 3 – 0                                                                      | Bielorussia                                                                | Qual. Euro 2004                                                            | 1                                                                          |                                                                            |
| 16-10-2002                                                                 | Vienna                                                                     | Austria                                                                    | 0 – 3                                                                      | Paesi Bassi                                                                | Qual. Euro 2004                                                            | -                                                                          |                                                                            |
| 20-11-2002                                                                 | Gelsenkirchen                                                              | Germania                                                                   | 1 – 3                                                                      | Paesi Bassi                                                                | Amichevole                                                                 | 1                                                                          | 46’                                                                        |
| 12-2-2003                                                                  | Amsterdam                                                                  | Paesi Bassi                                                                | 1 – 0                                                                      | Argentina                                                                  | Amichevole                                                                 | -                                                                          |                                                                            |
| 29-3-2003                                                                  | Rotterdam                                                                  | Paesi Bassi                                                                | 1 – 1                                                                      | Rep. Ceca                                                                  | Qual. Euro 2004                                                            | -                                                                          |                                                                            |
| 2-4-2003                                                                   | Tiraspol                                                                   | Moldavia                                                                   | 1 – 2                                                                      | Paesi Bassi                                                                | Qual. Euro 2004                                                            | -                                                                          |                                                                            |
| 30-4-2003                                                                  | Eindhoven                                                                  | Paesi Bassi                                                                | 1 – 1                                                                      | Portogallo                                                                 | Amichevole                                                                 | 1                                                                          | 46’                                                                        |
| 7-6-2003                                                                   | Minsk                                                                      | Bielorussia                                                                | 0 – 2                                                                      | Paesi Bassi                                                                | Qual. Euro 2004                                                            | 1                                                                          |                                                                            |
| 20-8-2003                                                                  | Bruxelles                                                                  | Belgio                                                                     | 1 – 1                                                                      | Paesi Bassi                                                                | Amichevole                                                                 | -                                                                          |                                                                            |
| 6-9-2003                                                                   | Rotterdam                                                                  | Paesi Bassi                                                                | 3 – 1                                                                      | Austria                                                                    | Qual. Euro 2004                                                            | 1                                                                          |                                                                            |
| 10-9-2003                                                                  | Praga                                                                      | Rep. Ceca                                                                  | 3 – 1                                                                      | Paesi Bassi                                                                | Qual. Euro 2004                                                            | -                                                                          |                                                                            |
| 11-10-2003                                                                 | Eindhoven                                                                  | Paesi Bassi                                                                | 5 – 0                                                                      | Moldavia                                                                   | Qual. Euro 2004                                                            | 1                                                                          | 71’                                                                        |
| 15-11-2003                                                                 | Glasgow                                                                    | Scozia                                                                     | 1 – 0                                                                      | Paesi Bassi                                                                | Qual. Euro 2004                                                            | -                                                                          | 77’                                                                        |
| 19-11-2003                                                                 | Amsterdam                                                                  | Paesi Bassi                                                                | 6 – 0                                                                      | Scozia                                                                     | Qual. Euro 2004                                                            | -                                                                          | 78’                                                                        |
| 28-4-2004                                                                  | Eindhoven                                                                  | Paesi Bassi                                                                | 4 – 0                                                                      | Grecia                                                                     | Amichevole                                                                 | -                                                                          | 74’                                                                        |
| 29-5-2004                                                                  | Eindhoven                                                                  | Paesi Bassi                                                                | 0 – 1                                                                      | Belgio                                                                     | Amichevole                                                                 | -                                                                          | 46’                                                                        |
| 1-6-2004                                                                   | Losanna                                                                    | Paesi Bassi                                                                | 3 – 0                                                                      | Fær Øer                                                                    | Amichevole                                                                 | -                                                                          | 46’                                                                        |
| 5-6-2004                                                                   | Amsterdam                                                                  | Paesi Bassi                                                                | 0 – 1                                                                      | Irlanda                                                                    | Amichevole                                                                 | -                                                                          | 46’                                                                        |
| Totale                                                                     |                                                                            | Presenze (19º posto)                                                       | 79                                                                         |                                                                            | Reti (4º posto)                                                            | 40                                                                         |                                                                            |

### Statistiche da allenatore

#### Club
Statistiche aggiornate al 3 dicembre 2023. In grassetto le competizioni vinte.
| Stagione        | Squadra         | Campionato      | Campionato | Campionato | Campionato | Campionato | Coppe nazionali | Coppe nazionali | Coppe nazionali | Coppe nazionali | Coppe nazionali | Coppe continentali | Coppe continentali | Coppe continentali | Coppe continentali | Coppe continentali | Altre coppe | Altre coppe | Altre coppe | Altre coppe | Altre coppe | Totale | Totale | Totale | Totale | % Vittorie | Piazzamento |
| Stagione        | Squadra         | Comp            | G          | V          | N          | P          | Comp            | G               | V               | N               | P               | Comp               | G                  | V                  | N                  | P                  | Comp        | G           | V           | N           | P           | G      | V      | N      | P      | %          | Piazzamento |
| --------------- | --------------- | --------------- | ---------- | ---------- | ---------- | ---------- | --------------- | --------------- | --------------- | --------------- | --------------- | ------------------ | ------------------ | ------------------ | ------------------ | ------------------ | ----------- | ----------- | ----------- | ----------- | ----------- | ------ | ------ | ------ | ------ | ---------- | ----------- |
| lug.-dic. 2023  | Adana Demirspor | SL              | 14         | 6          | 5          | 3          | TK              | 0               | 0               | 0               | 0               | UECL               | 6                  | 3                  | 1                  | 2                  | -           | -           | -           | -           | -           | 20     | 9      | 6      | 5      | 45,00      | Eson.       |
| Totale carriera | Totale carriera | Totale carriera | 104        | 6          | 5          | 3          |                 | 0               | 0               | 0               | 0               |                    | 6                  | 3                  | 1                  | 2                  |             | -           | -           | -           | -           | 20     | 9      | 6      | 5      | 45,00      |             |

#### Nazionale
Statistiche aggiornate al 20 marzo 2025.
| Squadra          | Naz                  | dal              | al               | Record | Record | Record | Record     | Record | Record | Record | Record |
| G                | V                    | N                | P                | GF     | GS     | DR     | Vittorie % |        |        |        |        |
| ---------------- | -------------------- | ---------------- | ---------------- | ------ | ------ | ------ | ---------- | ------ | ------ | ------ | ------ |
| Curaçao          | Curaçao (bandiera)   | 5 marzo 2015     | 30 giugno 2016   | 10     | 4      | 3      | 3          | 19     | 10     | +9     | 40,00  |
| Curaçao          | Curaçao (bandiera)   | 14 maggio 2021   | 31 ottobre 2021  | 6      | 1      | 2      | 3          | 10     | 8      | +2     | 16,67  |
| Totale Curaçao   | Totale Curaçao       | Totale Curaçao   | Totale Curaçao   | 16     | 5      | 5      | 6          | 29     | 18     | +11    | 31,25  |
| Indonesia        | Indonesia (bandiera) | 8 gennaio 2025   | in carica        | 1      | 0      | 0      | 1          | 1      | 5      | −4     | &0,00  |
| Totale Indonesia | Totale Indonesia     | Totale Indonesia | Totale Indonesia | 1      | 0      | 0      | 1          | 1      | 5      | −4     | 0,00   |
| Totale           | Totale               | Totale           | Totale           | 17     | 5      | 5      | 7          | 30     | 123    | −93    | 29,41  |

#### Panchine da commissario tecnico della nazionale curaçuense
| Cronologia completa delle presenze e delle reti in nazionale ― Curaçao | Cronologia completa delle presenze e delle reti in nazionale ― Curaçao | Cronologia completa delle presenze e delle reti in nazionale ― Curaçao | Cronologia completa delle presenze e delle reti in nazionale ― Curaçao | Cronologia completa delle presenze e delle reti in nazionale ― Curaçao | Cronologia completa delle presenze e delle reti in nazionale ― Curaçao | Cronologia completa delle presenze e delle reti in nazionale ― Curaçao                    | Cronologia completa delle presenze e delle reti in nazionale ― Curaçao |
| Data                                                                   | Città                                                                  | In casa                                                                | Risultato                                                              | Ospiti                                                                 | Competizione                                                           | Reti                                                                                      | Note                                                                   |
| ---------------------------------------------------------------------- | ---------------------------------------------------------------------- | ---------------------------------------------------------------------- | ---------------------------------------------------------------------- | ---------------------------------------------------------------------- | ---------------------------------------------------------------------- | ----------------------------------------------------------------------------------------- | ---------------------------------------------------------------------- |
| 28-3-2015                                                              | Willemstad                                                             | Curaçao                                                                | 2 – 1                                                                  | Montserrat                                                             | Qual. Mondiali 2018                                                    | Papito Merencia Felitciano Zschusschen (rig.)                                             | Cap: C.Martina                                                         |
| 1-4-2015                                                               | St. John's                                                             | Montserrat                                                             | 2 – 2                                                                  | Curaçao                                                                | Qual. Mondiali 2018                                                    | Darryl Lachman Charlton Vicento                                                           | Cap: C.Martina                                                         |
| 11-6-2015                                                              | Willemstad                                                             | Curaçao                                                                | 0 – 0                                                                  | Cuba                                                                   | Qual. Mondiali 2018                                                    | -                                                                                         | Cap: C.Martina                                                         |
| 14-6-2015                                                              | L'Avana                                                                | Cuba                                                                   | 1 – 1                                                                  | Curaçao                                                                | Qual. Mondiali 2018                                                    | Papito Merencia                                                                           | Cap: C.Martina                                                         |
| 4-9-2015                                                               | Willemstad                                                             | Curaçao                                                                | 0 – 1                                                                  | El Salvador                                                            | Qual. Mondiali 2018                                                    | -                                                                                         | Cap: C.Martina                                                         |
| 9-9-2015                                                               | San Salvador                                                           | El Salvador                                                            | 1 – 0                                                                  | Curaçao                                                                | Qual. Mondiali 2018                                                    | -                                                                                         | Cap: C.Martina                                                         |
| 24-3-2016                                                              | Bridgetown                                                             | Barbados                                                               | 1 – 0                                                                  | Curaçao                                                                | Qualificazioni alla Coppa dei Caraibi 2017                             | -                                                                                         | Cap: C.Martina                                                         |
| 27-3-2016                                                              | Willemstad                                                             | Curaçao                                                                | 2 – 1                                                                  | Rep. Dominicana                                                        | Qualificazioni alla Coppa dei Caraibi 2017                             | Gino van Kessel Felitciano Zschusschen                                                    | Cap: C.Martina                                                         |
| 2-6-2016                                                               | Willemstad                                                             | Guyana                                                                 | 2 – 5                                                                  | Curaçao                                                                | Qualificazioni alla Coppa dei Caraibi 2017                             | 3 Felitciano Zschusschen 2 Gino van Kessel                                                | Cap: C.Martina                                                         |
| 7-6-2016                                                               | Willemstad                                                             | Curaçao                                                                | 7 – 0                                                                  | Isole Vergini Americane                                                | Qualificazioni alla Coppa dei Caraibi 2017                             | 3 Gino van Kessel 2 Felitciano Zschusschen Leandro Bacuna Gevaro Nepomuceno               | Cap: C.Martina                                                         |
| 5-6-2021                                                               | Città del Guatemala                                                    | Isole Vergini Britanniche                                              | 0 – 8                                                                  | Curaçao                                                                | Qual. Mondiali 2022                                                    | Brandley Kuwas 2 Michaël Maria Leandro Bacuna 2 Charlison Benschop 1 (rig.) 2 Kenji Gorré | Cap: C.Martina                                                         |
| 9-6-2021                                                               | Willemstad                                                             | Curaçao                                                                | 0 – 0                                                                  | Guatemala                                                              | Qual. Mondiali 2022                                                    | -                                                                                         | Cap: C.Martina                                                         |
| 13-6-2021                                                              | Panama                                                                 | Panama                                                                 | 2 – 1                                                                  | Curaçao                                                                | Qual. Mondiali 2022                                                    | Rangelo Janga                                                                             | Cap: C.Martina                                                         |
| 16-6-2021                                                              | Willemstad                                                             | Curaçao                                                                | 0 – 0                                                                  | Panama                                                                 | Qual. Mondiali 2022                                                    | -                                                                                         | Cap: C.Martina                                                         |
| 6-10-2021                                                              | Manama                                                                 | Bahrein                                                                | 4 – 0                                                                  | Curaçao                                                                | Amichevole                                                             | -                                                                                         | Cap: L.Bacuna                                                          |
| 9-10-2021                                                              | Manama                                                                 | Curaçao                                                                | 1 – 2                                                                  | Nuova Zelanda                                                          | Amichevole                                                             | Rangelo Janga                                                                             | Cap: L.Bacuna                                                          |
| Totale                                                                 |                                                                        | Presenze                                                               | 16                                                                     |                                                                        | Reti                                                                   | 29                                                                                        |                                                                        |

## Palmarès

### Giocatore

#### Club

##### Competizioni nazionali
- Supercoppa dei Paesi Bassi: 2

Ajax: 1994, 1995
- Campionato olandese: 3

Ajax: 1994-1995, 1995-1996
PSV: 2006-2007
- Campionato spagnolo: 1

Barcellona: 1998-1999

##### Competizioni internazionali
- UEFA Champions League: 1

Ajax: 1994-1995
- Supercoppa UEFA: 1

Ajax: 1995
- Coppa Intercontinentale: 1

Ajax: 1995

#### Individuale
- Miglior talento dell'anno in Eredivisie: 1

1995
- Trofeo Bravo: 1

1995
- Capocannoniere del campionato europeo di calcio: 1

Belgio-Paesi Bassi 2000 (5 reti)
- Top 11 del campionato europeo di calcio: 1

Belgio-Paesi Bassi 2000
- Inserito nella FIFA 100

2004